# Les Aventures de Beans Baxter
Les Aventures de Beans Baxter ou Les Nouvelles Aventures de Beans Baxter (The New Adventures of Beans Baxter) est une série télévisée américaine en 17 épisodes de 25 minutes créée par Savage Steve Holland, diffusée entre le 18 juillet et le 28 novembre 1987 sur le réseau Fox.
En France, la série a été diffusée à partir du 4 mars 1989 sur TF1. Elle reste inédite dans les autres pays francophones.

## Synopsis
Après la disparition de son père qu'il croyait facteur, le jeune « Beans » Baxter découvre que celui-ci était en réalité un espion. À son tour, le jeune garçon devient un agent secret pour le compte du gouvernement américain, activité qui l'entraîne dans de nombreuses aventures.

## Distribution
- Jonathan Ward : Benjamin « Beans » Baxter Jr.
- Elinor Donahue : Susan Baxter
- Jerry Wasserman : Numéro deux
- Karen Mistal (en) : Cake Lase
- Scott Bremner : Scooter Baxter
- Stuart Fratkin (en) : le charpentier

## Épisodes
1. Beans' First Adventure [1/2]
2. Beans' First Adventure [2/2]
3. Beauty and the Beans
4. Beans For President
5. Beans and the Satanic Backwards Masking Conspiracy
6. Beans' Wicked and Awesome Adventures
7. Beans in Ski Heck
8. No Place Like Omsk
9. Beans Finds His Dad But… [1/2]
10. Beans Finds His Dad But… [2/2]
11. Beans' Unpleasant Introduction to Modern Science
12. Beans Goes to Camp
13. A Nightmare on Beans' Street
14. Beans' Home Life Gets UGLI
15. Under the Weather
16. Driver's License
17. Beans in Jungleland